# Syntrita nimalis
Syntrita nimalis is een vlinder van de familie van de grasmotten (Crambidae). De wetenschappelijke naam van deze soort is voor het eerst voorgesteld als Dichocrocis nimalis door William Schaus in een publicatie uit 1924.
De soort komt voor in Bolivia.